# Maximilian Njegovan
Maximilian Njegovan (31. října 1858 Záhřeb – 1. července 1930 Záhřeb) byl rakousko-uherský admirál a velitel rakousko-uherského námořnictva v letech 1917–1918.

## Život
Původem Chorvat, syn c. k. nadporučíka Petera Njegovana. Nastoupil k námořnictvu po vystudování námořní akademie ve Fiume (Rijeka) v roce 1877 v hodnosti Seekadet (námořní kadet). V roce 1893 po absolvování torpédového kurzu velel torpédovce Tb.34 Condor. V letech 1898 – 1905 působil jako instruktor na námořní akademii. Poté do roku 1907 velel bitevní lodi SMS Budapest. V letech 1907 – 1909 byl náčelníkem štábu velitele floty admirála Rudolfa Montecuccoliho. Následně působil v námořní sekci ministerstva války, kde měl na starosti rezervní kádry. Za balkánských válek převzal velení nad 2. těžkou divizí bitevních lodí. Po vypuknutí 1. světové války mu byla svěřena 1. divize bitevních lodí a SMS Tegetthoff se stala jeho vlajkovou lodí. V roce 1911 byl povýšen na kontradmirála a o dva roky později na viceadmirála. Za nájezd na italské pobřeží a ostřelování Ancony v roce 1915 získal Císařský rakouský řád Leopoldův. V únoru 1917 nastoupil po zemřelém velkoadmirálovi Antonu Hausovi do čela rakousko-uherského námořnictva. Po nepokojích v Pule, ale hlavně po vzpouře v Boce Kotorské, byl v únoru 1918 odvolán a penzionován.
Jeho mladší bratr Viktor Njegovan (1860–1921) sloužil v armádě a za první světové války dosáhl hodnosti generála pěchoty.